# Arthur Ponsonby
Arthur Ponsonby (Castello di Windsor, 16 febbraio 1871 – 23 marzo 1946) è stato un politico e scrittore britannico.

## Biografia
(Arthur Ponsonby, Falsehood in Wartime (1928))
Era il terzo figlio di Sir Henry Ponsonby, segretario privato della regina Vittoria. Frequentò la prestigiosa Eton College Eton, nel Berkshire e, successivamente, Balliol College all'Università di Oxford.
Entrato in politica dopo un percorso che lo portò ad una carriera diplomatica venne sconfitto alle elezioni del Regno Unito del 1918. In seguito aderendo al Partito Laburista venne eletto alle elezioni politiche del 1922. Ricoprì varie cariche come quella di sottosegretario di Stato agli affari esteri nel 1924 quando venne nominato da Ramsay MacDonald.
Nel 1930 ottenne il titolo di Parìa del Regno Unito come Primo barone Ponsonby di Shulbrede (Sussex). 

### Vita privata
Il 12 aprile 1893 sposò Dorotea Parry (1876-1963), figlia di Hubert Parry Herbert ed Elizabeth, figlia di Sidney Herbert.

## Ascendenza
|                                                 |              |                                    | Genitori                            |  |  | Nonni |  |  | Bisnonni                                     |  |  | Trisnonni                                 |  |
|                                                 |              |                                    |                                     |  |  |       |  |  | Frederick Ponsonby, III conte di Bessborough |  |  | William Ponsonby, II conte di Bessborough |  |
|                                                 |              |                                    |                                     |  |  |       |  |  | Frederick Ponsonby, III conte di Bessborough |  |  | William Ponsonby, II conte di Bessborough |  |
|                                                 |              | Caroline Cavendish                 |                                     |  |  |       |  |  | Frederick Ponsonby, III conte di Bessborough |  |  |                                           |  |
| Frederick Cavendish Ponsonby                    |              |                                    |                                     |  |  |       |  |  | Frederick Ponsonby, III conte di Bessborough |  |  |                                           |  |
|                                                 |              | Henrietta Spencer                  | John Spencer, I conte Spencer       |  |  |       |  |  |                                              |  |  |                                           |  |
|                                                 |              | Henrietta Spencer                  | John Spencer, I conte Spencer       |  |  |       |  |  |                                              |  |  |                                           |  |
|                                                 |              | Henrietta Spencer                  | Margaret Poyntz                     |  |  |       |  |  |                                              |  |  |                                           |  |
| Henry Frederick Ponsonby                        |              | Henrietta Spencer                  |                                     |  |  |       |  |  |                                              |  |  |                                           |  |
|                                                 |              | Henry Bathurst, III conte Bathurst | Henry Bathurst, II conte Bathurst   |  |  |       |  |  |                                              |  |  |                                           |  |
|                                                 |              | Henry Bathurst, III conte Bathurst | Henry Bathurst, II conte Bathurst   |  |  |       |  |  |                                              |  |  |                                           |  |
|                                                 |              | Henry Bathurst, III conte Bathurst | Tryphena Scawen                     |  |  |       |  |  |                                              |  |  |                                           |  |
| Emily Charlotte Bathurst                        |              | Henry Bathurst, III conte Bathurst |                                     |  |  |       |  |  |                                              |  |  |                                           |  |
|                                                 |              | Georgiana Lennox                   | George Lennox                       |  |  |       |  |  |                                              |  |  |                                           |  |
|                                                 |              | Georgiana Lennox                   | George Lennox                       |  |  |       |  |  |                                              |  |  |                                           |  |
|                                                 |              | Georgiana Lennox                   | Louisa Kerr                         |  |  |       |  |  |                                              |  |  |                                           |  |
| Arthur Ponsonby, I barone Ponsonby di Shulbrede |              | Georgiana Lennox                   |                                     |  |  |       |  |  |                                              |  |  |                                           |  |
|                                                 | John Bulteel | John Bulteel                       |                                     |  |  |       |  |  |                                              |  |  |                                           |  |
|                                                 | John Bulteel | John Bulteel                       |                                     |  |  |       |  |  |                                              |  |  |                                           |  |
|                                                 | John Bulteel | Diana Bellenden                    |                                     |  |  |       |  |  |                                              |  |  |                                           |  |
| John Crocker Bulteel                            | John Bulteel |                                    |                                     |  |  |       |  |  |                                              |  |  |                                           |  |
|                                                 |              | Elizabeth Perring                  | Thomas Perring                      |  |  |       |  |  |                                              |  |  |                                           |  |
|                                                 |              | Elizabeth Perring                  | Thomas Perring                      |  |  |       |  |  |                                              |  |  |                                           |  |
|                                                 |              | Elizabeth Perring                  | Elizabeth Pawling                   |  |  |       |  |  |                                              |  |  |                                           |  |
| Mary Bulteel                                    |              | Elizabeth Perring                  |                                     |  |  |       |  |  |                                              |  |  |                                           |  |
|                                                 |              | Charles Grey, II conte Grey        | Charles Grey, I conte Grey          |  |  |       |  |  |                                              |  |  |                                           |  |
|                                                 |              | Charles Grey, II conte Grey        | Charles Grey, I conte Grey          |  |  |       |  |  |                                              |  |  |                                           |  |
|                                                 |              | Charles Grey, II conte Grey        | Elizabeth Grey                      |  |  |       |  |  |                                              |  |  |                                           |  |
| Elizabeth Grey                                  |              | Charles Grey, II conte Grey        |                                     |  |  |       |  |  |                                              |  |  |                                           |  |
|                                                 |              | Mary Elizabeth Ponsonby            | William Ponsonby, I barone Ponsonby |  |  |       |  |  |                                              |  |  |                                           |  |
|                                                 |              | Mary Elizabeth Ponsonby            | William Ponsonby, I barone Ponsonby |  |  |       |  |  |                                              |  |  |                                           |  |
|                                                 |              | Mary Elizabeth Ponsonby            | Louisa Molesworth                   |  |  |       |  |  |                                              |  |  |                                           |  |
|                                                 |              | Mary Elizabeth Ponsonby            |                                     |  |  |       |  |  |                                              |  |  |                                           |  |